# Sematophyllum cuculligerum
Sematophyllum cuculligerum là một loài rêu trong họ Sematophyllaceae. Loài này được (Sande Lac.) A. Jaeger mô tả khoa học đầu tiên năm 1878.